# FC Cartagena
Der Fútbol Club Cartagena ist ein spanischer Fußballverein aus Cartagena in der Autonomen Gemeinschaft Murcia. Der Verein wurde 1995 gegründet. Heimspiele trägt der Verein im Estadio Cartagonova aus, welches Platz für 14.532 Zuschauer bietet.

## Geschichte
Der Verein wurde 1995 als Cartagonova Fútbol Club gegründet und spielte seine erste Saison in der Territorial Preferente de la Región de Murcia, wo direkt der Aufstieg in die Tercera División gelang. Nachdem er zweimal seine Gruppe der Tercera División hatte gewinnen können, gelang in der Saison 1997/98 der Aufstieg in die Segunda División B mit einem Sieg im Relegationsspiel gegen CD Tortosa. 
Im Jahr 2003 stand der Verein vor dem Ruin und wurde vom lokalen Unternehmer Francisco Gómez Hernández, mit dem Ziel in die Primera División aufzusteigen, übernommen. Dabei wurde der Verein in Fútbol Club Cartagena umbenannt. 
Nachdem man in der Saison 2005/06 als Meister zum zweiten Mal in den Play-offs den Aufstieg in die Segunda División verpasst hatte, gelang dies drei Jahre später im Jahr 2009. Nach drei Jahren in der Zweitklassigkeit folgte 2012 der Wiederabstieg.
Der wesentlich früher gegründete Cartagena Fútbol Club war zeitweise als Reservemannschaft in den Fútbol Club Cartagena aufgegangen und wurde zur Saison 2009/10 wieder unabhängig.

## Chronik
| Saison  | Liga               | Platzierung | Copa del Rey      |
| ------- | ------------------ | ----------- | ----------------- |
| 1995/96 | Regional           | —           |                   |
| 1996/97 | Tercera División   | 01.         |                   |
| 1997/98 | Tercera División   | 01.         |                   |
| 1998/99 | Segunda División B | 02.         |                   |
| 1999/00 | Segunda División B | 08.         |                   |
| 2000/01 | Segunda División B | 13.         |                   |
| 2001/02 | Segunda División B | 12.         |                   |
| 2002/03 | Segunda División B | 11.         |                   |
| 2003/04 | Segunda División B | 15.         |                   |
| 2004/05 | Segunda División B | 13.         |                   |
| 2005/06 | Segunda División B | 01.         |                   |
| 2006/07 | Segunda División B | 05.         | 2. Runde          |
| 2007/08 | Segunda División B | 08.         | 2. Runde          |
| 2008/09 | Segunda División B | 01.         |                   |
| 2009/10 | Segunda División   | 05.         | 3. Runde          |
| 2010/11 | Segunda División   | 13.         | 2. Runde          |
| 2011/12 | Segunda División   | 20.         | 2. Runde          |
| 2012/13 | Segunda División B | 02.         | 1. Runde          |
| 2013/14 | Segunda División B | 03.         | Sechzehntelfinale |
| 2014/15 | Segunda División B | 16.         | 1. Runde          |
| 2015/16 | Segunda División B | 07.         |                   |
| 2016/17 | Segunda División B | 04.         | 2. Runde          |
| 2017/18 | Segunda División B | 01.         | Sechzehntelfinale |
| 2018/19 | Segunda División B | 02.         | 2. Runde          |
| 2019/20 | Segunda División B | 01.         | 2. Runde          |
| 2020/21 | Segunda División   | 16.         | 1. Runde          |
| 2021/22 | Segunda División   | 09.         | 3. Runde          |
| 2022/23 | Segunda División   | 09.         | 3. Runde          |

- 05 Saisons in Segunda División
- 19 Saisons in Segunda División B
- 02 Saisons in Tercera División

Stand: nach der Saison 2022/23

## Erfolge
- Meister Tercera División: 1999
- Meister Segunda División B: 2006, 2009